# Missão Eddington
A missão Eddington era uma missão espacial que iria ser desenvolvida pela Agência Espacial Europeia (ESA), com lançamento previsto para 2008, mas que acabou sendo cancelada.
Tal como a missão CoRoT, consistia em um satélite contendo uma câmera conectada a um  telescópio destinada ao estudo da evolução e da estrutura interna das estrelas através da sismologia estelar (asterosismologia) e à procura de exoplanetas através da observação de 
trânsitos planetários.
O projeto previa que o satélite seria munido de quatro telescópios refletores (do tipo Schmidt), com espelhos primários de 60 cm, cada um conectado a uma câmera contnedo um detector CCD. Cada telescópio cobriria um campo de 6°x6° do céu e a câmera CCD faria a fotometria de estrelas 
alvo dentro do campo.
Os primeiros dois anos seriam dedicados ao programa de asterosismologia. Cada um dos quatro telescópios
observaria 50 mil estrelas dentro de seu campo de visão, durante intervalos de um a três meses, suficientes para a detecção de frequências de oscilação estelar com uma precisão de 0.1 a 0.3 uHz.
Durante os três anos seguintes, a missão também iria observar continuamente, cerca de 100 mil estrelas dentro de um único campo. Os instrumentos da missão Eddington seriam suficientemente sensíveis para detectar trânsitos planetários
de pequenos planetas terrestres com períodos orbitais de até um ano.
O nome da missão era uma homenagem ao grande astrônomo inglês
Arthur Eddington (1882-1944). O planejamento da missão Eddington começou nos anos de
1980  e o projeto chegou a ser aprovado em uma reunião da ESA realizada em 23 de Maio de 2002 em Paris.
Mais de 50 grupos de pesquisa em toda a Europa estavam envolvidos com a missão Eddington. Devido a problemas orçamentários, a missão foi cancelada pela ESA em 2003. Pela primeira vez em sua história, a ESA cancelara uma missão espacial.

## Características técnicas
- Instrumentos: quatro telescópios com câmeras CCD
- Telescópios: refletor Schmidt (diâmetro = 60 cm)
- Abertura: 6° x 6°
- Veículo de lançamento: foguete Soyuz-Fregat
- Carga lançamento: 1640 kg
- Órbita: ponto de Lagrange
- Vida útil: 5 anos (mínimo).